# Stéphane Larue (écrivain)
Pour les articles homonymes, voir Larue.
Ne doit pas être confondu avec le rugbyman français Stéphane Larue
Œuvres principales
Le Plongeur
Stéphane Larue, né en 1983 à Longueuil, est un écrivain québécois.

## Biographie
Il détient une maîtrise en littérature comparée de l’Université de Montréal.
Pendant une quinzaine d'années, il assure un emploi dans la restauration.
En 2016, il publie aux éditions Le Quartanier son premier roman, Le Plongeur, lauréat en 2017 du prix des libraires du Québec et du prix Senghor.

## Œuvre

### Roman
- Le Plongeur, Montréal, Éditions Le Quartanier, coll. « Polygraphe », 2016, 576 p.  (ISBN 978-2-896982-72-1)[1]

## Honneurs
- Prix des libraires du Québec 2017, Le Plongeur [2],[3]
- Prix Senghor 2017, Le Plongeur [4]
- Finaliste pour le Prix du Gouverneur général 2017, Le Plongeur
- Finaliste pour le Prix littéraire des collégiens 2018, Le Plongeur [5]
- Prix des lecteurs du Festival America, Vincennes septembre 2018.